# Willy Gorissen
Christiaan Mathias Hubertus Wilhelmus (Willy) Gorissen (Heer, 12 oktober 1915 - Maastricht, 31 maart 2006) was een Nederlands (Limburgs) docent en tevens aquarellist, kunstschilder, tekenaar. Gorissens naam als kunstenaar werd pas na zijn dood gevestigd.

## Opleiding en loopbaan
Gorissen volgde van 1931 tot 1934 de opleiding tot huisschilder aan de Ambachtsschool te Maastricht. Hierna bezocht hij de opleiding Tekenen en Schilderen aan de Middelbare Kunstnijverheidsschool te Maastricht van 1934 tot 1938. Van 1941 tot 1944 studeerde hij aan de Rijksakademie van beeldende kunsten in Amsterdam. In 1947 werd Gorissen benoemd tot docent op de dagcursus van de Middelbare Kunstnijverheidsschool in Maastricht. Tot aan zijn pensionering zou hij aan dit instituut les blijven geven.
Gorissen bleef ongehuwd en kinderloos, net als zijn drie zussen met wie hij het ouderlijk huis deelde.

## De ontdekking van Gorissens vrije werk
Naast het lesgeven bleef Gorissen zijn hele leven schilderen en tekenen. Hij bouwde in de loop der jaren een groot oeuvre op, dat pas bij het schouwen van de erfenis van zijn laatst levende zus tevoorschijn kwam. Het bestaan van dit werk was tot dan toe - op enkele bij hem thuis op de benedenverdieping hangende werken na - zelfs bij oud-collega's, oud-studenten en vrienden geheel onbekend. Het kwam pas in de openbaarheid met de postume tentoonstelling ‘Willy Gorissen - Een verzwegen loflied’ in 2015/2016.
Dat Gorissen zo goed als niet exposeerde, was naar eigen zeggen omdat hij lesgeven als zijn voornaamste plicht zag en als leraar in zijn onderhoud kon voorzien. Hij wilde geen concurrent zijn van zijn studenten en van kunstenaars die van de verkoop van hun kunst moesten leven.

## Tentoonstellingen bij leven
- In 1941, tijdens zijn studietijd in Amsterdam, nam Gorissen deel aan een groepstentoonstelling van (oud-)leerlingen van voornoemde Middelbare Kunstnijverheidsschool in het Dinghuis te Maastricht, samen met o.a. Pierre Daems en Ger Lataster.[3]
- Pas in 1997 werd Gorissens naam weer genoemd als deelnemer van een groepstentoonstelling Jos Postmes en het kunstonderwijs in Maastricht in het Spaans Gouvernement te Maastricht[4] (Jos Postmes was van 1927-1934 directeur van de Middelbare Kunstnijverheidsschool).

Voor zover bekend heeft Gorissen verder tot aan zijn dood niet geëxposeerd.

## Postume tentoonstellingen
- Willy Gorissen - Een verzwegen loflied in Museum van Bommel van Dam in Venlo (20 september 2015 - 20 maart 2016) was in feite Gorissens eerste overzichtstentoonstelling. De basis werd gevormd door werken die als onderdeel van de erfenis aan het licht waren gekomen. Deze presentatie kon lang niet alle aspecten van de kunstenaar belichten. Getoond werden portretten, glas-in lood-ontwerpen, stadsgezichten, maar vooral landschappen in houtskool, aquarel en olieverf, waarvan de meeste realistisch, enkele geabstraheerd en sommige volledig abstract zijn verbeeld. Van de Sint-Pietersberg met D'n Observant maakte hij een reeks van aquarellen en olieverfschilderijen die een doorlopende ontwikkeling laten zien. Hij werkte niet alleen in Maastricht en de wijde omgeving (o.a. België), maar er zijn ook tekeningen, pastels en aquarellen in Italië ontstaan. In zijn schetsboekjes zijn bovendien honderden schetsen terug te vinden van studies die hij vooral in Frankrijk heeft gemaakt.
- Willy Gorissen - Eigenzinnig, sprankelend, veelzijdig in Museum Land van Valkenburg te Valkenburg (15 oktober 2017 t/m 7 januari 2018) besteedde meer aandacht aan zijn zelfportretten, kleurrijke bloemstukken en stillevens en aan zijn gevoelige balletstudies.

## Enkele werken

Landschap met rode weg (1948; olieverf)
Twee bomen Stadspark Maastricht (versie 3; ca. 1947; olieverf)
Gezicht op Kanne (BE) met Hooimijten (ca. 1947; olieverf)
Portret van een jonge vrouw (1960-1970; houtskool)
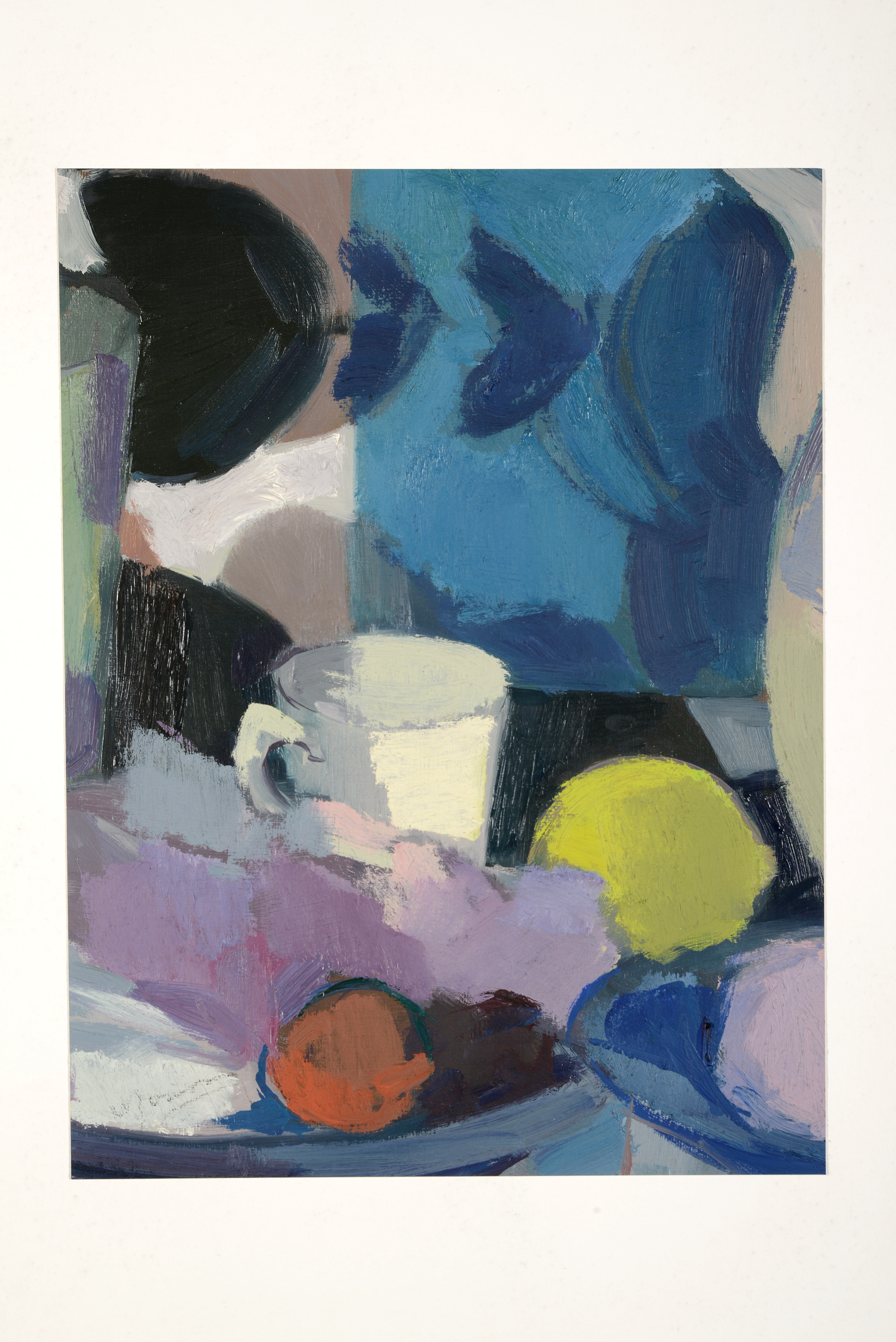
Stilleven met citroen en witte mok (olieverf)
Portret van een meisje met strik in het haar (1960-1970; olieverf)